# Wisconsin State Highway 32
Der State Highway 32 (Wisconsin) (auch State Trunk Highway 32, Highway 32, STH 32 oder WIS 32) ist eine von Süd nach Nord verlaufende State Route durch den Osten des US-amerikanischen Bundesstaates Wisconsin. Er führt von der Grenze zu Illinois über Milwaukee entlang der Ostküste des Michigansees, bis der bei Green Bay nach Nordwesten ins Landesinnere abbiegt und die Grenze zu Michigan erreicht.

## Verlauf
Der WIS 32 beginnt an der Grenze zu Illinois. Er entwickelt sich aus der nördlichen Fortsetzung des Straßenverlaufs der Illinois State Route 137 durch das Kenosha County, das – obwohl schon zu Wisconsin gehörend – noch zur Metropolregion Chicago gehört. Bis Kenosha münden von Westen kommend und ihren östlichen Endpunkt erreichend nacheinander die Highways WIS 165, WIS 50 und WIS 158 ein.
Nördlich von Kenosha führt der WIS 32 nun direkt am Strand des Michigansees entlang und passiert die Grenze zum Racine County, das bereits zur Metropolregion Milwaukee gehört. In Racine münden der WIS 11 und der WIS 20 ein und die Straße verläuft nun einige Kilometer westlich des Michigansees. Nach der Passage des Regionalflughafens John H. Batten Airport von Racine mündet der WIS 31 von Südwesten kommend ein.
Bereits im Milwaukee County mündet von Westen her der WIS 100 ein. Mit der Stadt Oak Creek nähert sich der Highway der Stadt Milwaukee, der größten Stadt Wisconsins. Der Straßenverlauf führt nun wieder nahe am Michegansee entlang. Wenige Kilometer westlich der Straße liegt mit dem Milwaukee Mitchell International Airport von Milwaukee der größte Flughafen Wisconsins. Nach der Unterquerung des vierspurig ausgebauten WIS 794 führt die Straße als Kinnickinnic Anenue und als 1st Street durch das Zentrum Milwaukees. Von Westen her mündet hier der WIS 59 ein. Nach der Brücke über den Milwaukee River unterquert der WIS 32 die Interstate 794, den so genannten East-West-Freeway, der nach dem Abbiegen am Seeufer zum nach Süden führenden Lake Freeway wird. Nun führt der WIS 32 dem Verlauf des Seeufers folgend durch den Nordosten der Stadt und verlässt diese nach Norden. In Shorewood mündet der WIS 190, bis die Straße in Bayside nach Westen abknickt und die parallel verlaufende Interstate 43 erreicht.
Nun führt der WIS 32 gemeinsam mit der Interstate nach Norden und erreicht das Ozaukee County. Am östlichen Endpunkt des WIS 167 mündet der WIS 57 und führt ab hier gleichfalls deckungsgleich mit der Interstate nach Norden. In Grafton wird der östliche Endpunkt des WIS 60, bis bei Port Washington der WIS 57 den gemeinsamen Streckenverlauf nach Norden verlässt. Der WIS 32 verlässt ebenfalls die Interstate und verläuft durch das Zentrum von Port Washington, wo der WIS 33 einmündet. Hinter der Stadt verläuft der Highway 32 wieder deckungsgleich mit der I 43.
Mit dem Eintritt in das Sheboygan County verlässt die Route die Metropolregion Milwaukee. In Cedar Grove verlässt der WIS 32 endgültig die I 43 und verläuft von nun an in nördlicher Richtung. Sheboygan Falls kreuzen der WIS 28 und der WIS 23. Die Straße passiert in rund 2 km Entfernung den Sheboygan County Memorial Airport und biegt in Howards Grove nach dem Zusammentreffen mit dem WIS 42 nach Nordwesten ab.
An der Grenze zum Manitowoc County trifft der Highway erneut auf den WIS 57, um gemeinsam die Hauptstraße des Ortes Kiel zu bilden. Dort kreuzt der in Nord-Süd-Richtung verlaufende WIS 67.
Nachdem beide Highways weiter in nordwestlicher Richtung verlaufen und nur die südwestlichste Ecke des Manitowoc Countys berühren, tritt die Straße in das Calumet County ein. Nach New Holstein, wo sich mit dem New Holstein Municipal Airport ein kleiner Flugplatz befindet, erreichen beide Highway den Verwaltungssitz Chilton. Hier kreuzt der U.S. Highway 151. in Hilbert mündet an seinem östlichen Endpunkt der WIS 114 bis Forest Junction mit der Kreuzung des U.S. Highway 10 erreicht wird, der letzte Ort im Calumet County.
Nach dem Eintritt in das Brown County kreuzt in Greenleaf der WIS 96. In Green Bays Vorstadt De Pere trennt sich der WIS 32 vom WIS 57 und überquert den Fox River. In Ashwaubenon unterquert der WIS 32 den vierspurig zur südlichen Umgehungsstraße von Green Bay ausgebauten WIS 172. Im Zentrum von Green Bay trifft der WIS 32 kurz nach der Kreuzung mit dem WIS 54 auf den WIS 29 und führt mit diesem auf einer deckungsgleich verlaufenden Route in nordöstlicher Richtung aus der Stadt heraus. Südlich von Pulaski verlässt der WIS 32 die gemeinsame Route mit dem WIS 29 nach Norden und führt aus dem County heraus.
Nach der Passage von Pulaski bildet der WIS 32 die Grenze von Oconto County und Shawano County, bis die Straße südöstlich von Gillett vollständig in das Oconto County eintritt. In Gilett kreuzt versetzt der WIS 22 und die Straße führt nun in mehreren rechtwinkligen Kurven in nordwestliche Richtung bis zum Eintritt in den Nicolet National Forest und der Einmündung des von Osten kommenden WIS 64. Nach einem gemeinsamen Verlauf biegt der WIS 64 nach Westen ab, während der WIS 32 weiter in nordnordwestlicher Richtung verläuft und das County verlässt.
Nach dem Eintritt in das Forest County mündet in Wabeno von Westen kommend der WIS 52 ein. Weiter nördlich trifft der WIS 32 auf den aus nördlicher Richtung kommenden U.S. Highway 8 und biegt mit diesem gemeinsam nach Westen ab. In Crandon kreuzt der WIS 55, mit dem gemeinsam der WIS 32 nach Norden vom US 8 nach Norden abbiegt. In Argonne verlässt der WIS 32 die gemeinsame Strecke in nordwestlicher Richtung und führt aus dem Forest County heraus.
In einer wald- und seenreichen Gegend tritt der WIS 32 in das Oneida County ein. In Three Lakes trifft der Highway auf den U.S. Highway 45 und verläuft mit diesem fortan gemeinsam nach Norden.
Wenige Kilometer danach tritt der Highway in das Vilas County ein. Im Verwaltungszentrum Eagle River treffen beide Highways auf den WIS 17 und den WIS 70. Mit dem Eagle River Union Airport gibt es hier einen kleinen Flugplatz. Im 30 km nördlich gelegenen Land O' Lakes existiert mit dem Kings Land O' Lakes Airport ein weiterer kleiner Flugplatz. In Land O' Lakes, an der Grenze zu Michigan, befindet sich das nördliche Ende des WIS 32, während der US 45 bei Beibehaltung seiner Bezeichnung weiter in nördliche Richtung führt.

## Geschichte
Der Highway ist 1918 als 32nd Division Memorial Highway eröffnet worden. Die Namensgebung erfolgte zu Ehren der 1917 gebildeten 32nd Infantry Division, die aus Einheiten der Army National Guard von Wisconsin und Michigan gebildet wurde. Die Einheit wurde als Red Arrow Division bezeichnet und der rote Pfeil zu deren Symbol. Aus diesem Grunde ist dieses auf den Highwayschildern auch heute noch zu sehen.